# Coppa Europa di pallacanestro 3x3 2018
La Coppa Europa di pallacanestro 3x3 2018 (ufficialmente, in inglese, 2018 FIBA 3x3 Europe Cup) è stata la quarta edizione della competizione internazionale co-organizzata dalla FIBA. È stata ospitata dalla Romania; si è tenuta dal 14 al 16 settembre 2018 a Bucarest.
Agli Europei partecipavano un totale di 24 selezioni nazionali, divise tra torneo maschile e femminile. I vincitori sono stati la Nazionale degli Serbia tra gli uomini e della Francia tra le donne.

## Medagliere
| Categoria | Oro     | Argento     | Bronzo   |
| Uomini    | Serbia  | Lettonia    | Slovenia |
| Donne     | Francia | Paesi Bassi | Ucraina  |

## Partecipanti

### Uomini
| Pool A - Serbia - Spagna - Bosnia ed Erzegovina | Pool B - Slovenia - Francia - Svizzera | Pool C - Lettonia - Romania - Ungheria | Pool D - Russia - Polonia - Belgio |

### Donne
| Pool A - Ucraina - Spagna - Svizzera | Pool B - Francia - Rep. Ceca - Bielorussia | Pool C - Paesi Bassi - Romania - Serbia | Pool D - Ungheria - Italia - Belgio |

## Classifica maschile
| Pos.    | Team                 | Formazione                                                                 |
| ------- | -------------------- | -------------------------------------------------------------------------- |
| Oro     | Serbia               | Serbia 3×38 Majstorović, 11 Domović Bulut, 13 Ždero, 17 Savić, All. -      |
| Argento | Lettonia             | Lettonia 3×31 Miezis, 2 Lasmanis, 3 Krūmiņš, 4 Čavars, All. -              |
| Bronzo  | Slovenia             | Template:Slovenia di pallacanestro 3x3 agli europei 2018                   |
| 4       | Russia               | Template:Russia di pallacanestro 3x3 agli europei 2018                     |
| 5       | Polonia              | Polonia 3×34 Hicks, 13 Sroka, 14 Pawłowski, 44 Rduch, All. -               |
| 6       | Spagna               | Spagna 3×31 Guirao, 2 Rojas Martin, 3 Pino, 4 Reina, All. -                |
| 7       | Francia              | Francia 3×38 Gentil, 9 Tsagarakis, 14 Bronchard, 16 Cristophe, All. -      |
| 8       | Ungheria             | Template:Ungheria di pallacanestro 3x3 agli europei 2018                   |
| 9       | Belgio               | Template:Belgio di pallacanestro 3x3 agli europei 2018                     |
| 10      | Svizzera             | Svizzera 3×36 Top, 7 Martin, 8 Molteni, 13 Lehmann, All. -                 |
| 11      | Romania              | Romania 3×38 Petrescu, 9 Casale, 21 Andries, 23 Ciotlaus, All. -           |
| 12      | Bosnia ed Erzegovina | Bosnia ed Erzegovina 3×33 Palavra, 4 Mustafica, 5 Budić, 7 Blaškan, All. - |

## Classifica femminile
| Pos.    | Team        | Formazione                                                                    |
| ------- | ----------- | ----------------------------------------------------------------------------- |
| Oro     | Francia     | Francia 3×34 Fouasseau, 5 Paget, 11 Filip, 28 Touré, All. -                   |
| Argento | Paesi Bassi | Template:Paesi Bassi femminile di pallacanestro 3x3 agli europei 2018         |
| Bronzo  | Ucraina     | Ucraina 3×35 Spitkovs'ka, 8 Filevyč, 13 Ol'chovyk, 41 Ohorodnikova, All. -    |
| 4       | Italia      | Italia 3×32 D'Alie, 5 Filippi, 9 Ciavarella, 15 Zampieri, All. Angela Adamoli |
| 5       | Romania     | Romania 3×36 Ursu, 11 Irimia, 24 Stoenescu, 44 Mărginean, All. -              |
| 6       | Spagna      | Spagna 3×31 Martínez, 8 Palomares, 10 Cuevas, 11 Gimeno, All. -               |
| 7       | Belgio      | Template:Belgio femminile di pallacanestro 3x3 agli europei 2018              |
| 8       | Rep. Ceca   | Template:Repubblica Ceca femminile di pallacanestro 3x3 agli europei 2018     |
| 9       | Ungheria    | Ungheria 3×33 Szabó, 10 Medgyessy, 11 Süle, 12 Ruják, All. -                  |
| 10      | Svizzera    | Template:Svizzera femminile di pallacanestro 3x3 agli europei 2018            |
| 11      | Bielorussia | Template:Bielorussia femminile di pallacanestro 3x3 agli europei 2018         |
| 12      | Serbia      | Template:Serbia femminile di pallacanestro 3x3 agli europei 2018              |